# Mihail Jora
Mihail Jora (Roman, comtat de Neamț, Romania, 14 d'agost de 1891 – Bucarest, Romania, 10 de maig de 1971), va ser un músic, compositor i director d'orquestra romanès, membre titular (1955) de l'Acadèmia Romanesa.
Mihail Jora va ser professor i rector de la Reial Acadèmia de Música de Bucarest.

## Biografia
Infància i joventut
Mihail Jora va néixer l'any 1891 a la ciutat de Roman al a Romania, com a fill d'una antiga família aristocràtica romanesa amb vincles de terratinents armènies per part materna. La família s'esmenta als documents moldaus des de 1392. Era cosí de Maruca Cantacuzino, l'esposa de George Enescu. Va començar la seva formació musical amb la seva mare, que era llicenciada al Conservatori de Dresden.
A partir dels 10 anys, els anys 1901-1909, va començar a aprendre el piano a Iasi amb Eduard Meissner i després, els anys 1909-1912, amb Hélène André. El 1909-1911, Jora va estudiar piano i solfeig amb Sofia Teodoreanu i harmonia amb Alexandru Zirra al Conservatori d'Iasi.

## Estudis i altres esdeveniments
A continuació, Jora es va perfeccionar a Leipzig amb professors com Robert Teichmiller (piano), Stefan Krehl (harmonia, contrapunt, composició), Hoffmann (orquestració), Hans Sitt (direcció) i Max Reger (composició) L'esclat de la Primera Guerra Mundial va obligar a interrompre els seus estudis a Alemanya. Al seu retorn a la seva terra natal, va rebre el premi George Enescu de composició. L'any 1916, any en què Romania va entrar en guerra, Jora es va allistar a l'exèrcit, i l'octubre de 1916 va resultar ferit i va perdre una cama. Va passar dos anys al sanatori de rehabilitació. Acabada la guerra, el 1919-1920 va completar els seus estudis musicals al Conservatori de París, on va ser alumne de Florent Schmitt. Jora es va casar amb Elena (Lily) Gafencu, la germana de Grigore Gafencu, que el 1938-1939 era el ministre d'Afers Exteriors de Romania, i el 1940-1941 el delegat romanès a Moscou.

## En l'àmbit musical romanès
El 1920, Mihail Jora va ser un dels fundadors de la Societat de Compositors Romanesos. Més tard, els anys 1940-1948, fou el vicepresident de la Societat. En els anys 1928-1933 va dirigir la secció de música de la Radiodifusió Romanesa. Els anys 1930-1948 i 1954-1961 Jora va ser professor de composició i contrapunt al Conservatori de Bucarest. En aquesta capacitat va educar a tota una sèrie de compositors.
El 1941-1947 va ser rector del Conservatori de Bucarest. Des de 1961 fins a la seva mort va ser professor assessor (títol equivalent al de professor emèrit).
En els anys 1931-1945 Jora també va ser l'assessor artístic de la Filharmònica de Bucarest, i els anys 1931-1944 de l'Òpera de Bucarest. Com a director i pianista va realitzar gires de concerts i recitals per tota Romania. Com a artista compositor i crític musical va ser distingit amb distincions a casa i a l'estranger. Jora va escriure, entre d'altres, sobre l'obra de George Enescu, Marțian Negrea i altres músics romanesos.
El 30 de novembre de 1928, un mes després de la inauguració de la Radiodifusió Nacional a Bucarest, Mihail Jora va inaugurar i dirigir una sèrie de concerts simfònics en transmissió directa, amb un repertori que inclou obres de Haydn i Mozart.
Tot i que en general va preferir no implicar-se en la política i va ocupar alts càrrecs en l'àmbit musical i durant les dictadures reial i antonesiana, Jora no va dubtar a intentar intervenir a favor dels artistes i col·legues perseguits. A la dècada de 1940, juntament amb George Enescu, Mihai Andricu i Constantin Brăiloiu, es va dirigir al ministre de l'Interior sol·licitant l'alliberament del camp de Târgu Jiu del compositor comunista, d'origen armeni i jueu, Matei Socor.
La seva obra inclou ballets (entre ells "La cort vella", "Al mercat", "Quan els raïms maduren" i "El retorn del fons"), la suite simfònica "Vistes de Moldàvia" (una suite en quatre parts, basada en sobre un motiu melòdic del folklore: "Pe malul Tazlăului", "La joc", "Blat sota el sol", "Alai tîganesc"), el poema simfònic "Poveste indica", "Burlesque" per a orquestra, "Simfonia en do" , "Balada per a baríton i orquestra", obres de música de cambra (incloent "Quartet de corda"), etc.

## La mentida romanesa
És un dels representants més destacats del lied a la música romanesa. Cal destacar que va batejar les seves més d'un centenar de partitures del gènere Cançons, precisament per suggerir el caràcter romanès i les peculiaritats específiques que separen aquestes obres de la tradició lied alemanya, representada sobretot per les composicions de Schubert, Schumann i Brahms. [10] Va compondre, a partir dels versos dels grans poetes romanesos, nombroses obres d'aquest tipus, que es distingeixen per la seva expressió original. Les creacions de Jora es caracteritzen pel seu ric i variat contingut de vida. Algunes de les seves obres estan impregnades per una onada d'humor i ironia. L'obra de Jora destaca pel domini de la interpretació dels elements melòdics i rítmics, propis de la cançó popular. Va ser un dels primers compositors a veure les virtuts artístiques del ballet.

## Herència
Fora de la seva creació, Jora es va dedicar a una activitat pedagògica prodigiosa. Entre els seus alumnes hi ha: Paul Constantinescu, Dinu Lipatti, Alfred Mendelsohn, Ion Dumitrescu, Leon Klepper, Pascal Bentoiu, Mircea Chiriac, Dan Constantinescu, Octavian Nemescu, Georghe Costinescu, Ștefan Niculescu, Ștefan Zorzor, Francis Chagrin (Al. Paucker), Dan Grigore i altres.

## Premis i guardons
- 1915 - Premi George Enescu de composició
- 1937 - Medalla d'or de l'Exposició Universal de París
- 1948 - Escollit membre de l'Institut "Max Reger" de Bonn.
- 1953 - Premi Estatal per al ballet "Quan els raïms maduren" i Sonata per a violí i piano
- 2 de juliol de 1955 - Membre de l'Acadèmia Romanesa (aleshores - Acadèmia de la República Popular Romanesa)
- 1962 - Membre de l'Associació d'Amics de l'Arxiu Documental Internacional de Música a Viena
- 1964 - Pel Decret núm. 514 del 18 d'agost de 1964 del Consell d'Estat de la República Popular Romanesa, el compositor Mihail Jora va rebre el títol d'Artista Popular de la República Popular Romanesa "per mèrits especials en l'activitat desenvolupada en l'àmbit del teatre, la música, la plàstica. arts i cinematografia".[8]
- Premi Herder
- Ciutadà d'honor de la ciutat de Roman

## En memòria
- La Unió de Crítics Musicals organitza anualment el "Concurs Nacional d'Interpretació Musical Michael Jora" a Bucarest.
- El Concert Studio de Palatului Radio, la sala de concerts simfònica i coral més gran de Romania (1.000 places), també porta el nom de Mihail Jora.
- 1991 - La Filharmònica de Bacău rep el seu nom
- Es va organitzar un concurs d'interpretació i composició Mihail Jora per a joves talents a Roman[9]
- La Fundació Mihail Jora atorga premis a la interpretació de lieds
- Es va col·locar una placa commemorativa a la casa dels pares a Roman